# Milotait
Milotait ist ein sehr selten vorkommendes Mineral aus der Mineralklasse der „Sulfide und Sulfosalze“ mit der chemischen Zusammensetzung PdSbSe und damit chemisch gesehen ein Palladium-Antimon-Selenid. Als enge Verwandte der Sulfide werden die Selenide in dieselbe Klasse eingeordnet.
Milotait kristallisiert im kubischen Kristallsystem, konnte bisher aber nur in Form winziger unregelmäßiger Körner bis etwa 25 μm Größe gefunden werden. Das Mineral ist in jeder Form undurchsichtig (opak) und zeigt auf den Oberflächen der silbergrauen, im Auflicht auch weißen, Körner einen metallischen Glanz. Auch seine Strichfarbe ist grau.

## Etymologie und Geschichte
Synthetisch konnte die Verbindung PdSbSe bereits 2001 durch Aloys J. Foecker und Wolfgang Jeitschko dargestellt werden. Anhand der Synthese ließ sich auch die Kristallstruktur ermitteln.
Als natürliche Mineralbildung wurde Milotait erstmals in einer Uranerz-Lagerstätte nahe dem zu Kovářov gehörenden Ortsteil Předbořice etwa 6 km südlich von Krásná Hora nad Vltavou (früher Schönberg) im tschechischen Okres Písek entdeckt. Analysiert und beschrieben wurde das Mineral durch Werner H. Paar, Dan Topa, Emil Makovicky und Franz J. Culetto, die es nach der Mineralogin Milota Makovicky (* 1941) von der Universität Kopenhagen benannten, um ihre herausragenden Leistungen bei der Erforschung von Sulfid- und Sulfarsenid-Systemen mit Elementen der Platingruppe zu ehren.
Die Untersuchungsergebnisse und der gewählte Name für das neu entdeckte Mineral wurden 2003 zur Prüfung bei der International Mineralogical Association eingereicht (interne Eingang-Nr. der IMA: 2003-056), die den Milotait als eigenständige Mineralart anerkannte. Die Publikation der Erstbeschreibung folgte zwei Jahre später im Fachmagazin The Canadian Mineralogist.
Das Typmaterial des Minerals wird in der Abteilung „Mineralogie und Materialwissenschaften“ des Instituts für Geographie, Geologie und Mineralogie im Mineralogischen Museum in Salzburg, Österreich unter der Katalog-Nr. 14935 aufbewahrt.

## Klassifikation
Da der Milotait erst 2003 als eigenständiges Mineral anerkannt und dies erst 2005 publiziert wurde, ist er in der veralteten 8. Auflage der Mineralsystematik nach Strunz noch nicht verzeichnet. Einzig im Lapis-Mineralienverzeichnis nach Stefan Weiß, das sich aus Rücksicht auf private Sammler und institutionelle Sammlungen noch nach dieser alten Form der Systematik von Karl Hugo Strunz richtet, erhielt das Mineral die System- und Mineral-Nr. II/D.18-45. In der „Lapis-Systematik“ entspricht dies der Klasse der „Sulfide und Sulfosalze“ und dort der Abteilung „Sulfide mit [dem Stoffmengenverhältnis] Metall : S,Se,Te < 1 : 1“, wo Milotait zusammen mit Cobaltit, Gersdorffit, Hollingworthit, Irarsit, Jolliffeit, Kalungait, Platarsit, Tolovkit, Ullmannit und Willyamit die „Cobaltit-Gruppe“ bildet (Stand 2018).
Die seit 2001 gültige und von der IMA bis 2009 aktualisierte 9. Auflage der Strunz’schen Mineralsystematik ordnet den Milotait dagegen in die Abteilung der „Metallsulfide mit M : S ≤ 1 : 2“ ein. Diese ist zudem weiter unterteilt nach dem genauen Stoffmengenverhältnis und den in der Verbindung vorherrschenden Metallen, so dass das Mineral entsprechend seiner Zusammensetzung in der Unterabteilung „M : S = 1 : 2, mit Fe, Co, Ni, PGE usw.“ zu finden ist, wo es zusammen mit Changchengit, Cobaltit, Gersdorffit-P213, Gersdorffit-Pa3, Gersdorffit-Pca21, Hollingworthit, Irarsit, Jolliffeit, Kalungait, Krutovit, Maslovit, Mayingit, Michenerit, Padmait, Platarsit, Testibiopalladit, Tolovkit, Ullmannit und Willyamit die „Gersdorffitgruppe“ mit der System-Nr. 2.EB.25 bildet.
Auch die vorwiegend im englischen Sprachraum gebräuchliche Systematik der Minerale nach Dana ordnet den Milotait in die Klasse der „Sulfide und Sulfosalze“ und dort in die Abteilung der „Sulfidminerale“ ein. Hier ist er in der „Cobaltitgruppe (Kubische oder pseudokubische Kristalle)“ mit der System-Nr. 02.12.03 innerhalb der Unterabteilung „Sulfide – einschließlich Seleniden und Telluriden – mit der Zusammensetzung AmBnXp, mit (m+n) : p = 1 : 2“ zu finden.

## Chemismus
Der idealisierten (theoretischen) Zusammensetzung von Milotait (PdSbSe) zufolge besteht das Mineral aus Palladium (Pd), Antimon (Sb) und Selen (Se) im Stoffmengenverhältnis von 1 : 1 : 1. Dies entspricht einem aus dem Atomgewicht der Elemente berechneten Massenanteil (Gewichts-%) von 34,65 % Pd, 39,64 % Sb und 25,71 % Se. Da sich Antimon und Selen in der Verbindung wie schwefelähnliche Nichtmetalle verhalten, werden diese zusammengezählt und das Stoffmengenverhältnis entsprechend mit Metall : Schwefel (Selen, Tellur) = 1 : 2 angegeben.
Fünf Elektronenstrahlmikroanalysen an zwei Körnern des Typmaterials ergaben allerdings eine leicht abweichende Zusammensetzung von durchschnittlich 34,17 Gew.-% Pd, 38,03 Gew.-% Sb und 26,38 Gew.-% Se sowie zusätzlich geringe Fremdbeimengungen von 0,78 Gew.-% Kupfer (Cu) und 0,35 Gew.-% Silber (Ag), was mit der empirischen Formel Pd0,98Cu0,04Ag0,01Sb0,95Se1,02 korrespondiert.
Auch die Ergebnisse von 17 Analysen an 4 Körnern des synthetischen Analogons von Milotait weichen mit 34,46 Gew.-% Pd, 38,86 Gew.-% Sb und 26,60 Gew.-% Se leicht von der idealisierten Zusammensetzung ab.

## Kristallstruktur
Milotait kristallisiert kubisch in der Raumgruppe P213 (Raumgruppen-Nr. 198). Der Gitterparameter von a = 6,3181 Å wurde bei synthetischem Milotait ermittelt. Die Elementarzelle enthält vier Formeleinheiten.

## Bildung und Fundorte
Milotait bildete sich in einem selenreichen Niedertemperatur-Uranmineralisierung und konnte bisher nur in einem polierten Abschnitt an einem hypidiomorphen Mineralkorn von etwa 25 μm beobachtet werden. Milotait fand sich dort eingebettet in Eukairit und Tiemannit und verwachsen mit Bornit und Digenit. Weitere Begleitminerale sind Chrisstanleyit, Fischesserit, gediegen Gold, silberreicher Hakit, Tyrrellit, Clausthalit, Chaméanit und Uraninit. Als Gangart tritt noch Calcit hinzu.
Der bisher einzige bekannte Fundort für Milotait ist dessen Typlokalität Předbořice bei Kovářov im Okres Písek (Mittelböhmen) in Tschechien. Neben Milotait wurden hier auch Fischesserit, Hakit-(Hg), Permingeatit und Petříčekit erstmals entdeckt.